# Ophiacantha yaldwyni
Ophiacantha yaldwyni is een slangster uit de familie Ophiacanthidae.
De wetenschappelijke naam van de soort werd in 1958 gepubliceerd door Howard Barraclough Fell.